# Kim Kyong-tae
Kim Kyong-tae (koreanisch 김경태; * 20. März 1997) ist ein südkoreanischer Leichtathlet, der sich auf den 110-Meter-Hürdenlauf spezialisiert hat.

## Sportliche Laufbahn
Erste internationale Erfahrungen sammelte Kim Kyong-tae im Jahr 2014, als er bei den Olympischen Jugendspielen in Nanjing in 13,43 s über die U18-Hürden die Bronzemedaille über 110 m Hürden gewann. 2016 schied er bei den Juniorenasienmeisterschaften in der Ho-Chi-Minh-Stadt mit 14,33 s im Vorlauf aus und anschließend kam er auch bei den U20-Weltmeisterschaften in Bydgoszcz mit 13,96 s nicht über den Vorlauf hinaus. Im Jahr darauf schied er bei der Sommer-Universiade in Taipeh mit 14,11 s im Halbfinale aus und verpasste mit der südkoreanischen 4-mal-100-Meter-Staffel mit 41,23 s den Finaleinzug. 2019 schied er dann bei den Studentenweltspielen in Neapel erneut mit 13,94 s im Semifinale über die Hürden aus. 2023 wurde er bei den Hallenasienmeisterschaften in Astana in 7,73 s Fünfter im 60-Meter-Hürdenlauf und verpasste im Juli bei den Freiluftmeisterschaften in Bangkok mit 14,02 s den Finaleinzug. Im Oktober belegte er bei den Asienspielen in Hangzhou in 13,73 s den siebten Platz und im Jahr darauf gelangte er bei den Hallenasienmeisterschaften in Teheran mit 7,84 s auf den fünften Platz über 60 m Hürden. 2025 verpasste er bei den Asienmeisterschaften in Gumi mit 13,95 s den Finaleinzug über 110 m Hürden.
In den Jahren von 2021 bis 2023 wurde Kim südkoreanischer Meister im 110-Hürdenlauf.

## Persönliche Bestleistungen
- 110 m Hürden: 13,62 s (+0,9 m/s), 12. Mai 2024 in Osaka
  - 60 m Hürden (Halle): 7,73 s, 12. Februar 2023 in Astana (südkoreanischer Rekord)